# 日光橋 (福井市)
日光橋（にこうばし）は、福井県福井市の日野川に架かる福井県道115号殿下福井線の橋。二光橋と称されることもある。

## 概要
江戸時代から明治時代には船渡しによって川を行き来していたが、明治の河川改修により船渡しが廃止され、二光橋が架けられる。その後、大正3年には木橋、昭和36年にはコンクリート橋に架け替えられた。昭和36年に架橋された旧日光橋はバスが通行するにもかかわらず幅員が狭く、通学にも供されてきた日光橋付近の道路状況は劣悪であったため、改良工事が求められていた。その折、国交省が推し進めていた河川改修事業により、著しい老朽化の元にあった旧日光橋は架替えが行われることとなった。新しい日光橋は約15億円を掛けて架橋され、2010(平成22)年10月17日より供用されている。